# Матугама (підрозділ окружного секретаріату)
Підрозділ окружного секретаріату Матугама — підрозділ окружного секретаріату округу Калутара, Західна провінція, Шрі-Ланка. Головне місто - Матугама. Складається з 57 Грама Ніладхарі.

## Демографія
| Кількість Грама Ніладхарі | Площа (км2) | Населення (2012) | Населення (2012) | Населення (2012)  | Населення (2012) | Населення (2012) | Населення (2012) | Густота населення (/км2) |
| Кількість Грама Ніладхарі | Площа (км2) | Сингали          | Ларакалла        | Ланкійські таміли | Індійські таміли | Інші             | Всього           | Густота населення (/км2) |
| ------------------------- | ----------- | ---------------- | ---------------- | ----------------- | ---------------- | ---------------- | ---------------- | ------------------------ |
| 57                        | 128         | 70,612           | 2,819            | 5,325             | 2,209            | 99               | 81,064           | 633                      |